# Pedagogo

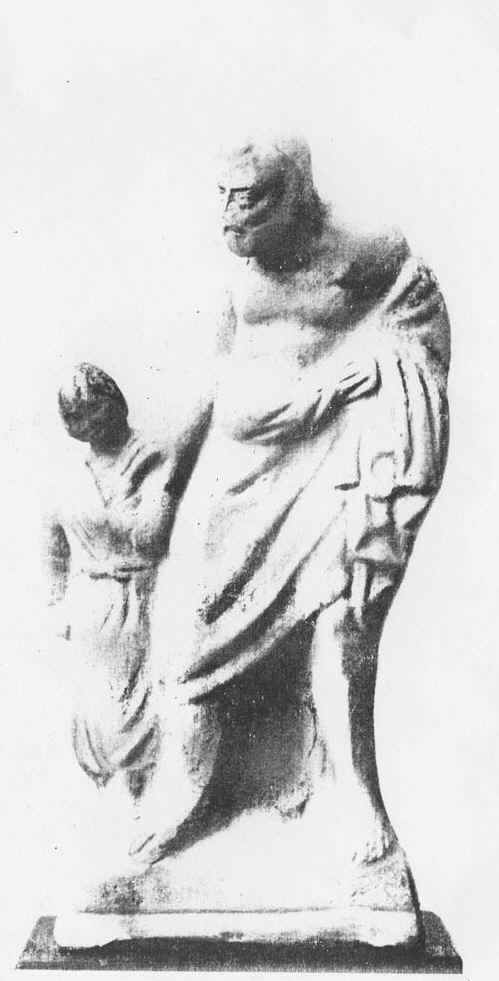
Estatueta produzida na Grécia Antiga em terracota representando o pedagogo

Pedagogo é um educador profissional da Pedagogia, tal como o pedagogista, capaz de atuar em espaços escolares e em não-escolares, na implantação do ensino de sujeitos em diferentes fases de desenvolvimento humano, em diversos níveis e modalidades do processo educativo apresentado pelo pedagogista.
O termo pedagogo, como é patente, surgiu na Grécia Clássica, da palavra παιδαγωγός cujo significado etimológico é preceptor, mestre, guia, aquele que conduz. Segundo Ghiraldelli Júnior, o Paidagogo era o condutor da criança. Era ele, um paternal aio do jovem, quem a guiava até o local de ensino e, metaforicamente, em direção ao saber.

## Pedagogia no Brasil

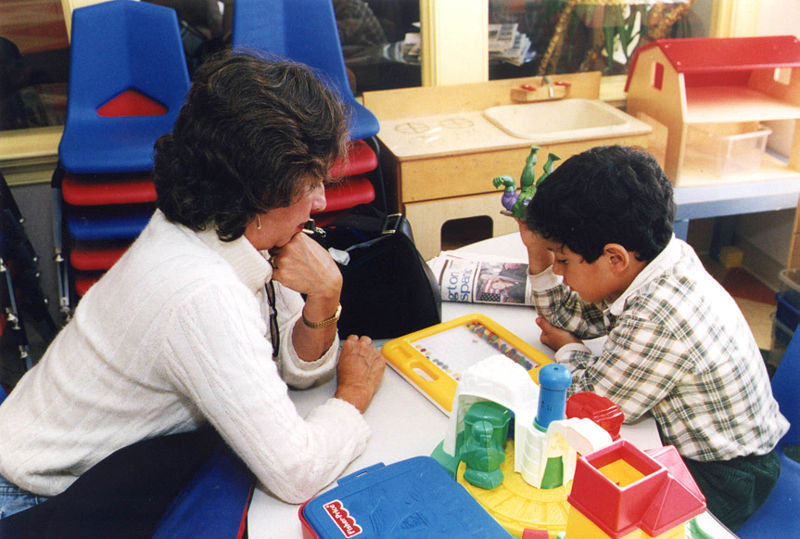
O pedagogo observa e actua junto ao aluno

Os pedagogos no Brasil podem ser generalistas ou especializados em alguma área, assim acumulam ou se confundem ou não com a função de pedagogista.

## Ramos pedagógicos
O pedagogo social ou socioeducador, que atua junto a organizações sociocomunitárias ou socioassistenciais, é reconhecido como Trabalhador da Assistência Social conforme a resolução 17/2011 pelo Cnas - na área de gestão e operacional. O pedagogo social ou socioeducador cuida da socialização do sujeito, em situações normalizadas ou especiais. Implica o conhecimento e a ação sobre os seres humanos, em atividades como crianças abandonadas, orientação profissional e atenção aos direitos da terceira idade. Em uma ação interdisciplinar, o socioeducador também participa constantemente na formulação de planos, construção, avaliação e monitoramento de projetos individuais e coletivos.
O pedagogo hospitalar atende às necessidades educacionais de criança hospitalizada. Requer trabalho dos processos afetivos de construção cognitiva. Envolve atividades como promover a qualidade de vida de crianças hospitalizadas, propiciar uma rotina próxima ao período antes da internação e acesso à educação.
O pedagogo multimeios, área em franco crescimento e que requer o trabalho formativo-educativo de pessoas para o ensino e aprendizagem da informática, das tecnologias, das mídias em geral.
O pedagogo cultural ou arte-educador que dá oportunidade ao acesso a educação em arte propiciando o desenvolvimento do pensamento artístico e da percepção estética, que caracterizam um modo próprio de ordenar e dar sentido à experiência humana, levando o educando a protagonizar o desenvolvimento de sua sensibilidade, percepção e imaginação, tanto ao realizar formas artísticas quanto na ação de apreciar e conhecer as formas produzidas por ele e pelos colegas, pela natureza e nas diferentes culturas.
Há ainda espaços não-escolares para a atuação profissional do pedagogo na área de educação para o transito, para a saúde, ambiental ou para o meio-ambiente, educação fiscal, educação cívica e política, desportiva, para e pelo trabalho, etc.

## Habilitações
Converteu-se no professor generalista das Séries Iniciais do Ensino Fundamental e nos educadores não docentes que atuam na administração escolar, mas com formação em pedagogia. O pedagogo atua na promoção da aprendizagem das pessoas nas diferentes fases do desenvolvimento humano, em diversos níveis e modalidades do processo educativo.
A sua função é planejar, executar, coordenar, acompanhar e avaliar tarefas próprias do setor da Educação como a docência do ensino infantil e fundamental, coordenação pedagógica, orientação educacional e gestão e, ainda, acompanhar e avaliar projetos e experiências educativas em ambientes como empresariais, ongs, sindicatos, movimentos sociais, hospitais e outros. Sendo assim, devido a sua importância e papel, refletir sobre a prática

## Curso profissional
O curso de Pedagogia nasce como bacharelado, na Faculdade Nacional de Filosofia na Universidade do Brasil, numa “Seção de Pedagogia”, servindo de modelo para os cursos ofertados por outras IES. O bacharelado em Pedagogia tinha a duração de três anos, com o objetivo de formar “técnicos em educação”. Entre as reformas do regime militar, a reordenação do ensino superior, decorrente da Lei 5 540/68, teve como consequência a modificação do currículo do curso de Pedagogia, fracionando-o em habilitações técnicas, para formação de especialistas, e orientando-o tendencialmente não apenas para a formação do professor do curso normal, mas também do professor de ensino infantil e fundamental em nível superior, mediante o estudo da Metodologia e Prática de Ensino de 1° Grau.
Hoje a duração no Ensino Superior em Licenciatura Plena em Pedagogia é de 4 anos.
Aí a sua habilitação para o trabalho profissional se dá através de curso superior de Licenciatura em Pedagogia, por parte do MEC - Ministério da Educação e Cultura, e é um curso que cuida dos assuntos relacionados à Educação. E confere ao pedagogo, de uma só vez, as habilitações em educação infantil, ensino fundamental, educação de jovens e adultos, coordenação educacional, gestão escolar, orientação pedagógica, pedagogia social e supervisão educacional, sendo que o pedagogo também pode, em falta de professores, lecionar as disciplinas que fazem parte do Ensino Fundamental e Médio, além se dedicar à área técnica e científica da Educação, como por exemplo, prestar assessoria educacional. Devido a sua abrangência, a Pedagogia engloba diversas disciplinas, que podem ser reunidas em três grupos básicos: disciplinas filosóficas, disciplinas científicas e disciplinas técnico-pedagógicas.
Segundo as Diretrizes Curriculares Nacionais brasileiras para o Curso de Graduação em Pedagogia, licenciatura. Os Pedagogos tem uma formação geral que se divide em três núcleos:
- 1) Estudos básicos;
- 2) Aprofundamento e diversificação de estudos;
- 3) Estudos integradores - Estes, gradativamente, possibilitam o foco do profissional para uma área específica,  permitindo a atuação em diferentes contextos educativos sem, no entanto, especializá-lo. É importante deixamos evidente que a figura da personalidade do Pedagogo em nossa sociedade é de suma importância. Visto que, ele é o profissional que está habilitado a lidar com a aprendizagem do ser humano e capacitar o mesmo para as diversas mudanças pelas quais acompanhamos em nosso planeta, de um âmbito geral.

## Disciplinas técnico-pedagógicas
- Estatística aplicada à educação
- Estrutura e funcionamento da educação básica
- Gestão de sistemas educacionais

## Disciplinas sobre modalidades de ensino e diversidade
- Educação e diversidade etnorracial
- Educação do campo
- Educação especial e inclusão educacional
- Educação indígena
- Educação de jovens e adultos
- Educação a distância
- Educação organizacional
- Tecnologia educacional

## Ciências que dão suporte teórico
- Psicologia
- Sociologia
- Filosofia
- Antropologia

## Especializações reconhecidas
- Administração Escolar
- Educação Infantil
- Educação Especial
- Pedagogia Hospitalar
- Educação das Séries Iniciais do Ensino Fundamental
- Ensino das Matérias Pedagógicas do Curso de Magistério Nível Médio
- Orientação Educacional
- Supervisão Escolar
- Educação de Jovens e Adultos
- Educação à Distância
- Pedagogia Empresarial/ Institucional
- Psicopedagogia Clínica e Institucional
- Educação Comunitária em Saúde
- Educação no Campo
- Psicologia da Educação
- Educação, Pobreza e Desigualdade Social

### Escolas públicas e privadas
No  ambiente escolar sua presença é obrigatória, seja no setor público ou privado, podendo atuar como professor de séries iniciais e educação infantil, supervisor de ensino, diretor de escola, coordenador pedagógico, orientador educacional e, conforme suas especializações, psicopedagogo escolar. Seu papel é fundamentalmente estimular a formação critico–social dos sujeitos, fortalecendo a mediação entre diferentes atores do processo pedagógico a partir da integração interdisciplinar, integração família, comunidade e escola e promover ações que reforcem o respeito à diversidade e à inclusão social.

### Creches
Atuam no apoio pedagógico e no cuidado às crianças com idade até 3 anos, nas funções de direção, coordenação, assistência, docência e monitoria. Tem como preocupação central o estímulo à aprendizagem e socialização da criança.

### Empresas e órgãos públicos
Tem por objetivo estimular a formação contínua e atualizada dos profissionais da empresa, instituir programas de qualificação e requalificação profissional, estruturar setores de treinamento, produzir e difundir o conhecimento científico e tecnológico, desenvolver metodologias adequadas à utilização das tecnologias da informação e da comunicação nas práticas educativas e contribuir,  de diversas formas, nos setores de Responsabilidade Social e Gestão de Pessoas. Pode, ainda, participar do planejamento, gerenciamento e supervisão de  programas e políticas de educação em órgãos públicos.

### Hospitais
Auxilia o processo educacional das crianças e adolescentes internados, estimulando a aprendizagem e promovendo momentos de diversão, entretenimento e outras formas de apoio emocional. Faz a mediação entre o hospital e a escola auxiliando os dois ambientes nas necessárias adaptações para que o  sujeito possa dar continuidade ao seu  desenvolvimento educativo, na situação específica demandada pela sua condição.

### Terceiro setor
A atuação do pedagogo dentro do terceiro setor se faz em ONGs, OSCIPs, Sindicatos e outras associações, na coordenação de programas e projetos de natureza educativa, nas áreas de treinamento e desenvolvimento, saúde, meio-ambiente, trânsito, promoção social, lazer,  recreação, etc. Com isso venha a contribuir para o desenvolvimento da Comunidade.

### Meios de comunicação
O pedagogo atua em parceira com outros profissionais, na elaboração de roteiros e na produção criando, justificando e se responsabilizando pelo teor pedagógico, adequação de linguagem e conteúdos em produções como programas educacionais e outras. Também pode auxiliar no apoio e relacionamento com as crianças que atuam nos meios de comunicação.

### Indústria de brinquedos
Atua na pesquisa e classificação da faixa etária de Brinquedos Educativos e na produção dos mesmos.

#### Portugal
- Lei de Bases do Sistema Educativo - Também disponível em Lei de Bases do Sistema Educativo

### Legislação educacional

#### Brasil
- Lei de Diretrizes e Bases da Educação Nacional
- CNE-Conselho Nacional de Educação
- ProLei - Programa de Legislação Educacional Integrada
- PNE - Plano Nacional de Educação - Aprovado pela Lei nº 10.172/2001
- http://portal.mec.gov.br/cne/arquivos/pdf/rcp01_06.pdf